# Такталык
Такталык (кирг. Такталык) — село в Токтогульском районе Джалал-Абадской области Кыргызстана. Входит в состав Уч-Терекского айылного аймака.

## География
Село расположено в северо-восточной части области, на расстоянии приблизительно 35 километров (по прямой) к юго-востоку от города Токтогула, административного центра района. Абсолютная высота — 1798 метров над уровнем моря.

## История
Населённый пункт получил статус села согласно Закону Кыргызской Республики «Об отнесении некоторых населённых пунктов Баткенской, Джалал-Абадской, Нарынской и Ошской областей Кыргызской Республики к категории айыла (села)» от 21 апреля 2020 года.

## Население
Согласно оценочным данным Национального статистического комитета Кыргызской Республики, численность населения села на начало 2023 года составляла 318 человек.
| год     | 2021 | 2023 |
| ------- | ---- | ---- |
| человек | 330  | 318  |